# Polyrhachis pilosa
Polyrhachis pilosa är en myrart som beskrevs av Horace Donisthorpe 1938. Polyrhachis pilosa ingår i släktet Polyrhachis och familjen myror. Inga underarter finns listade i Catalogue of Life.